# Narodni park Pelister
Narodni park Pelister je narodni park v občini Bitola v Severni Makedoniji. Park leži v masivu pogorja Baba in pokriva površino 171,5 kvadratnih kilometrov. Nadmorska višina parka se giblje med 927 in 2601 m nad morsko gladino in je poln zanimivega rastlinstva in živalstva. Med rastlinami je še posebej pomembna prisotnost pet igličnega balkanskega bora, Pinus peuce - edinstvene vrste, ki je prisotna le na nekaj gorah na Balkanskem polotoku. Lepoto pokrajine popestri raznovrsten živalski svet: medvedi, srne, volkovi, gamsi, jeleni, divji prašiči, zajci, več vrst orlov, jerebice, rdečekljune kljunke in endemična makedonska pelagonska postrv.

## Ime
Ime Pelister izvira iz antike, to je verjetno po staromakedonskih plemenih, Pelagoncih in Linkestidih, ki so živela neposredno pod goro Baba, v tem delu Pelagonijske nižine. Med ljudmi obstaja tudi legenda, da ime Pelister izvira iz besed »pet listov«. Skovanka beli+steni = belisteni = pelister je ena od možnih variant za izvor imena Pelister.
Menijo tudi, da je ime Pelister skovanka bel+ister = bel-ister = pelister. Kot analogija je vzeto ime polotoka Istra in vrsta drugih toponimov, oronimov itd. iz predslovanskega, starovenetskega obdobja. Pomen ister se še danes uporablja v makedonskem jeziku, tako kot tisočletja prej - pomeni nekaj, kar je izrinjeno, dvignjeno, bodisi v višino, bodisi v morje itd.

## Opis
Pelister je najstarejši in drugi največji narodni park v Severni Makedoniji za narodnim parkom Mavrovo. Je eno vodilnih turističnih območij v državi, saj je poleg Ohrida, Prespe, Dojrana, Popove Šapke in Kruševa znano smučišče. S Pelistra se vidi dolina Pelagonije, Prespansko jezero, gore Nidže, Galičica, Jakupica in mesto Bitola. Pelister je ena najjužnejših gora na Balkanu, ki ima alpski značaj. Znan je tudi po dveh gorskih jezerih, ki ju imenujejo Pelistrove oči. Veliko jezero je 2218 metrov nad morsko gladino, medtem ko je Malo jezero visoko na 2180 metrih. Tu izvirajo številne reke. Podnebje v narodnem parku Pelister je raznoliko.

## Živalstvo in rastlinstvo
Rastlinstvo narodnega parka Pelister vključuje balkanski bor s petimi iglicami Pinus peuce - edinstveno vrsto terciarne starosti, ki je prisotna le na nekaj gorah na Balkanskem polotoku. 
Živalstvo na tem območju vključuje: medveda, srne, volka, gamsa, jelene, divje svinje, zajce, več vrst orlov, jerebice, rdečekljune kavke in endemično makedonsko pelagonsko postrv. 
V obsežnem članku, objavljenem leta 2002, sta Melovski in Godes poročala, da v Severni Makedoniji živijo tri velike zveri, ki jih je mogoče najti v Babi in okolici, rjavi medved, volk in ris. Dejanske številke v tistem času je bilo težko oceniti, saj večina poročil prihaja iz neznanstvenih virov (raziskave, lovci in anekdotična poročila), vendar je bilo leta 2002 ocenjeno, da je bilo v narodnem parku približno 30 medvedov. Pelister in Galičica gostita le 3-4. Večje število je očitno mogoče najti v narodnem parku  Mavrovo. Glede na zaščiteni status medvedov v Severni Makedoniji pa so lahko številke bistveno večje. Kar zadeva volkove, je bilo v času pisanja članka ocenjeno, da je bilo v celotni državi Severna Makedonija skupno 1200 volkov, od tega 54 risov.

### Pelisterska endemična vrsta
Živali
- Salmo trutta peristericus (prespanska postrv)
- Salmo trutta pelagonicus (potočna postrv)
- Iliodromus peristericus (dvoklopniki)
- Eucypris diebeli (dvoklopniki)
- Niphragus pancici peristericus (kozica amfipod) - Veliko jezero
- Arcticocampus macedonicus (harpaktoidna kozica)
- Brachydesmus peristerensis (pelisterska stonoga)
- Alpaeus macedonica (trdokrile žuželke)
- Cychrus attenuatus peristericus (trdokrile žuželke)
- Duvaliotes peristericus (trdokrile žuželke)
- Platyduvalius macedonicus (trdokrile žuželke)
- Trechus hajeki (trdokrile žuželke)
- Scythris crypta (majhni metulji)
- Scythris similis (majhni metulji)
- Hadena clara macedonica (nočni metulj)

Rastline
- Alchemilla peristerica (pelisterska nebesna rosa)
- Sempervivum octopodes (ena od dveh endemičnih vrst netreskov)
- Jovibarba heuffelii var (ena od dveh endemičnih vrst netreskov)
- Crocus pelistericus (pelisterski krokus)
- Festuca pelisterica (pelisterska festuca)

## Galerija
- Pogled na Malo jezero ob sončnem vzhodu
- Pelister zavit v meglo, pogled s Pelagonije
- Pelister pozimi
- Zimski greben Pelistra